# Frans Piët
Franciscus Antonius Hendricus (Frans) Piët (Haarlem, 17 februari 1905 – aldaar, 5 januari 1997) was een Nederlandse striptekenaar. Hij is vooral bekend doordat hij van 1938 tot 1968 de vaste tekenaar was van Sjors en Sjimmie.

## Leven en carrière

### Begin carrière:Perry Winkle
Eind jaren twintig solliciteerde Piët bij uitgeverij De Spaarnestad. Aanvankelijk was hij als freelancer aangenomen om stippellijnen op breipatronen te tekenen. Toen al snel bleek dat Piët artistiek meer in zijn mars had, ging hij cartoons en illustraties tekenen voor de diverse uitgaven van De Spaarnestad. 
In 1932 ging hij ook strips maken en debuteerde met Simmy en Wo-Wang, over een negerjongetje en zijn Chinese vriendje. Naast deze strip liet Piët nog meer strips verschijnen, zoals De Luchtrovers van Hoitika (1936), De Gebroeders Goochem (1935-1936) en De Lotgevallen van Piet Krent en Jan Oliebol (1937). In die tijd verscheen ook een vertaling van de strip Perry Winkle van de Amerikaan Martin Branner in een aantal bladen in Nederland. De strip werd uitgebracht onder de naam Sjors van de Rebellenclub en had een groot succes. Er werd zelfs een blad voor de jeugd met de naam Sjors opgericht.

### Sjors van de Rebellenclub
Toen de Amerikaanse strip van karakter veranderde en het zusje van Perry Winkle steeds belangrijker ging worden, werd de strip voor het blad Sjors steeds minder geschikt geacht door uitgeverij De Spaarnestad. De uitgeverij ging onderhandelen met King Features Syndicate, de Amerikaanse distributeur van 'Perry Winkle', met als resultaat dat uitgeverij De Spaarnestad in 1938 de serie zelf mocht invullen. Men vroeg Piët om voortaan ‘Sjors van de Rebellenclub’ te tekenen en te schrijven. De tekenaar ging daar schoorvoetend mee akkoord. Hij was net in vaste dienst gekomen bij de uitgeverij en wilde niet weigeren, maar vond het een grote uitdaging om in de voetsporen van de beroemde Martin Branner te stappen. Piët liet Sjors en diens vriendjes allerlei kwajongensstreken uithalen en had een groot succes met zijn creatie. In de Tweede Wereldoorlog kwam echter een voorlopig einde aan dit succes. De Duitse bezetter verbood de bladen waarin Sjors verscheen. 

### Sjors en Sjimmie
Na de oorlog verving Piët de rebellenclub door het negerjongetje Sjimmie, waarmee hij zijn eerdere creatie van Simmy deed herleven. Sjors en Sjimmie werden zeer populair in het naoorlogse Nederland. Hoewel Piët nog andere strips tekende (Uit de luierjaren van Sjors uit 1950-1954 en Streken van een Kleine Strop uit 1950-1954), bleef hij tot zijn pensionering onlosmakelijk verbonden aan Sjors en Sjimmie. Pas in 1969 gaf hij zijn penseel symbolisch over aan Jan Kruis, die de strip zou moderniseren. 
Frans Piët overleed in 1997 aan de gevolgen van een hersenbloeding.
- Digitale Bibliotheek voor de Nederlandse Letteren: piet111
- International Standard Name Identifier: 0000 0003 8772 4134
- Library of Congress Control Number: no2007007263
- Nederlandse Thesaurus van Auteursnamen: 06776164X
- RKD-Nederlands Instituut voor Kunstgeschiedenis: 63420
- Virtual International Authority File: 280739058